# كريستيان ماتشادو
كريستيان ماتشادو (بالبرتغالية: Cristian Machado‏) هو مغني برازيلي، ولد في 24 يوليو 1974 في ريو دي جانيرو في البرازيل.

## وصلات خارجية
- كريستيان ماتشادو على موقع IMDb (الإنجليزية)
- كريستيان ماتشادو على موقع ميوزك برينز (الإنجليزية)
- كريستيان ماتشادو على موقع ديسكوغز (الإنجليزية)